# Arthur Middleton (Politiker, 1681)
Arthur Middleton (* 29. Oktober 1681 im späteren US-Bundesstaat South Carolina; † 17. September 1737 ebenda) war ein britischer Kolonialgouverneur der Province of South Carolina.

## Leben
Arthur Middleton war der Sohn und Erbe von Edward Middleton, der im Jahr 1678 von Barbados in das heutige South Carolina gekommen war. Der Vater gründete nördlich von Charleston eine große Reisplantage, die den Namen The Oaks erhielt und die mit Hilfe von Sklavenarbeit bewirtschaftet wurde. Nach dem Tod des Vaters im Jahr 1685 verwaltete zunächst dessen Witwe für den minderjährigen Sohn Arthur diese Plantage. Später erbte dieser den Besitz. Um 1720 besaß er über 100 Sklaven, mit deren Hilfe er großen Gewinn aus der Plantage erzielen konnte.
Middleton wurde auch politisch aktiv. Zwischen 1706 und 1721 war er mehrfach Mitglied im kolonialen Parlament. Zudem war er unter anderem Beauftragter für Banken und Schulen sowie für Indianerangelegenheiten. In den Jahren 1710 und 1711 erörterte er die Probleme South Carolinas bei der britischen Regierung in London. Nach seiner Rückkehr wurde er Mitglied im kolonialen Regierungsrat (Executive Council). Im Juni 1713 erhielt er zudem das Amt des Naval Officers (Hafenmeister) in Charleston. 1719 unterstützte er die direkte Unterstellung der Kolonie unter die britische Krone und damit die Entmachtung der sogenannten Proprietoren, die bis dahin die Kolonie weitgehend kontrolliert hatten.
Zwischen dem 17. Mai 1725 und dem 15. Dezember 1730 übte er kommissarisch das Amt des kolonialen Gouverneurs der Province of South Carolina aus. Damit überbrückte er die fünf Jahre zwischen dem Abgang von Francis Nicholson und dem Amtsantritt von dessen offiziellem Nachfolger Robert Johnson. In seine Amtszeit fiel ein wirtschaftlicher Aufschwung der Kolonie. Es gab aber auch Probleme mit den Indianern und mit spanischen Übergriffen. Middleton förderte die Landwirtschaft und baute das Schulsystem aus.
Nach dem Ende seiner Amtszeit als Gouverneur widmete sich Arthur Middleton wieder mehr seiner Plantage. Nach einem Erlass der britischen Regierung durfte für einige Jahre Reis direkt, als ohne den Umweg über England, von den Kolonien nach Spanien und Portugal verschifft werden. Dadurch erlebte auch Middletons Plantage, und damit seine Geschäfte, einen weiteren Aufschwung. Arthur Middleton starb am 17. September 1737. Er war der Großvater des gleichnamigen Arthur Middleton (1742–1787), der zu den Unterzeichnern der Unabhängigkeitserklärung der Vereinigten Staaten gehörte.